# 우이산
우이산(무이산, 중국어: 武夷山, 병음: Wǔyí Shān)은 중국 푸젠성에 있는 대왕산을 중심으로 한 산맥의 총칭으로 장시성과 푸젠성에 걸쳐있다. 구이린과 비견되는 명승지로서 유명하고, 중국인이 평생 한번은 찾고 싶다는 명소이기도 하다. 1999년 이후 유네스코의 세계복합유산에 등록되었다.

## 개요
지리적으로 평균 350m 고도에 아열대 기후에 속한다. 그래서 겨울이라도 비교적 온난하다. 450종 이상의 표유류와 5,000종 이상의 곤충, 2500종 이상의 식물이 현재까지 확인되고 있다. 야생 차나무가 자생하고 있고, 여기에서 생산하는 차로 만드는 우롱차는 암차라고 불리며, 특히 바위가 부서져 있는 토지에서 생산된 것을 최고급품으로 손꼽는다.

## 같이 보기
- 중국세계유산
- 중국 10대 명차
- 우이산맥